# Dynasty Warriors
Dynasty Warriors (яп. 真・三國無双 Син Сангокумусо:, букв. «Истинный — непревзойдённый в трёх королевствах») — серия игр в жанре тактического action, созданная студиями Omega Force и Koei. Получившая награды серия является спин-оффом серии пошаговых стратегий Koei Romance of the Three Kingdoms, довольно вольно основанной на классическом китайском романе «Троецарствие».
Первая игра, вышедшая под названием Dynasty Warriors (Sangokumusō в Японии), была файтингом и отличалась от всех последующих. Все англоязычные названия игр на один номер больше своих японских вариантов, так как в ходе локализации Shin Sangokumusō, спин-оффа Sangokumusō, игре было дано название Dynasty Warriors 2. В результате того, что оригинальное название Sangokumusō является файтингом и имеет другое название серии в Японии, оно не считается официальным названием в серии Dynasty Warriors от Koei Tecmo; 20-летие серии считается 2020 год, чтобы отметить два десятилетия с момента выхода Dynasty Warriors 2.
Данная серия игр является самой успешной серией Koei. К февралю 2020 года в мире было продано свыше 21 миллиона копий игр серии.

## Основная серия
| 1997 | Dynasty Warriors   |
| 1998 |                    |
| 1999 |                    |
| 2000 | Dynasty Warriors 2 |
| 2001 | Dynasty Warriors 3 |
| 2002 |                    |
| 2003 | Dynasty Warriors 4 |
| 2004 |                    |
| 2005 | Dynasty Warriors 5 |
| 2006 |                    |
| 2007 | Dynasty Warriors 6 |
| 2008 |                    |
| 2009 |                    |
| 2010 |                    |
| 2011 | Dynasty Warriors 7 |
| 2012 |                    |
| 2013 | Dynasty Warriors 8 |
| 2014 |                    |
| 2015 |                    |
| 2016 |                    |
| 2017 |                    |
| 2018 | Dynasty Warriors 9 |

Dynasty Warriors (Sangokumusō) — это традиционный файтинг один на один, выпущенный в 1997 году для PlayStation. Его игровой стиль напоминает Virtua Fighter и Soul Blade.
Следующая игра была выпущена в Японии под названием Shin Sangokumusou. Эта игра была выпущена в других странах как Dynasty Warriors 2, что привело к расхождению в названиях номеров. Начиная с этой игры, игрок выбирает играбельного персонажа и играет ряд уровней, представляющих конкретные сражения в период Троецарствия, в конечном итоге побеждая все другие соперничающие государства и объединяя Китай под общим правителем. В этом игровом режиме, известном как «Musou Mode», генералы обычно выбираются из одного из трёх царств (Шу, Вэй или У; однако начиная с Dynasty Warriors 3: Xtreme Legends и далее, независимым генералам также давались полные истории). Dynasty Warriors 3 имеет двух секретных персонажей, Nü Wa и Fu Xi, которые не воспроизводятся в Musou Mode.
Dynasty Warriors 2, Dynasty Warriors 3, Dynasty Warriors 5 и Dynasty Warriors 6 имеют индивидуальные Musou Mode для каждого персонажа. В Dynasty Warriors 4, Dynasty Warriors 7 и Dynasty Warriors 8 каждое из трёх государств имеет свой собственный Musou Mode, в который будут играть все персонажи из определенного государства. Этапы представлены в виде от третьего лица, с камерой, установленной позади игрока, когда они вступают в бой с вражескими силами. Каждый сценарий может иметь различные условия выигрыша/проигрыша, но общие условия проигрыша (поражение главнокомандующего, достижение нулевой планки здоровья и достижение максимального срока) все еще сохраняются. Что же касается других персонажей, не принадлежащих ни к одному из трёх царств, то их сюжетные Musou Mode являются чисто вымышленными, поскольку в романе о Троецарствии большинство или все они были устранены, пока не остались только три государства.
В Dynasty Warriors 5 для каждого персонажа вводится относительно более реалистичный Musou Mode. Вместо того, чтобы участвовать во всей совокупности событий своих государств, персонажи появляются только в определенных битвах, в которых они сражались, как в соответствии с романом или фактической историей. Поэтому персонажи будут начинать в разные моменты времени, и у них никогда не будет возможности встретиться с некоторыми другими персонажами (например, Чжугэ Лян никогда не встретит Люй Бу или Дун Чжо в своем Musou Mode). Между этапами есть несколько драматических роликов, в которых персонаж будет выражать свои мысли о ситуации, добавляя более личный оттенок и держа игрока в курсе событий. Кроме того, Musou Mode персонажа может закончиться до объединения Китая в любой момент времени, остановившись для большинства в их исторической точке смерти. Однако некоторые персонажи, такие как три основателя, могут продолжать участвовать в битвах, которые произошли после их смерти (например, Цао Цао появляется в битве на равнинах Учжан), представляя расширенное лидерство при более успешных обстоятельствах.
В Dynasty Warriors 8 для каждой страны добавляется маршрут «если». Выполняя условия предыдущих сражений, игрок может разблокировать гипотетический маршрут для каждой страны, где ему удастся достичь того, что он не смог сделать в реальной истории. Например, игрок может помочь Вэй избежать поражения в битве при Чиби и объединить Китай со всеми живыми персонажами Вэй.
Dynasty Warriors 9 стремилась внедрить в игровой процесс стиль «открытого мира».

## Xtreme Legends and Empires
В 2002 году было выпущено расширение Xtreme Legends (яп. 猛将伝 Mōshōden) для основных игр, начиная с Dynasty Warriors 3. Это расширение включает в себя новые Musou Mode для персонажей из другой категории, а также новые этапы, оружие, предметы и режимы. Расширение Xtreme Legends имеет только новое содержимое, поэтому игрокам потребуется оригинальный игровой диск и использовать опцию «Mixjoy» для доступа ко всем функциям. Следующие игры продолжат традицию получения расширения Xtreme Legends, за исключением Dynasty Warriors 6. Новые персонажи также были добавлены через Xtreme Legends, начиная с Dynasty Warriors 7.
Начиная с 2004 года, еще одна линия расширения под названием Empires была впервые выпущена для Dynasty Warriors 4. В Empires игра будет сочетать игровой процесс действия обычной серии со стратегическими и тактическими элементами из более ранней серии Koei Romance of the Three Kingdoms. В отличие от Xtreme Legends, Empires не требовали оригинального игрового диска для доступа ко всем его функциям, поскольку он считается уникальной игрой сам по себе. Опять же, следующие игры продолжат иметь расширение Empires, включая Dynasty Warriors 6, которое не получило расширения Xtreme Legends.

## Портативные версии игр
В 2004 году компания Koei выпустила первую часть серии Dynasty Warriors для портативных консолей, Dynasty Warriors на PlayStation Portable, а в следующем году — Dynasty Warriors Advance для Game Boy Advance. Продолжение первой PSP-игры Dynasty Warriors Vol. 2 было выпущено в 2006 году. В 2007 году Koei выпустила Dynasty Warriors DS: Fighter’s Battle для Nintendo DS. Еще одна PSP-игра, основанная на Dynasty Warriors 6, Dynasty Warriors: Strikeforce была выпущена в 2009 году, за которой последовал сиквел Shin Sangokumusō: Multi Raid 2 в 2010 году. Игра для PlayStation Vita Dynasty Warriors Next была выпущена в 2011 году в качестве стартовой игры, а игра для Nintendo 3DS Shin Sangokumusō VS(真・三國無双 VS) была выпущена в апреле 2012 года.
Помимо игр, специально созданных для портативных консолей, некоторые основные игры Dynasty Warriors также были перенесены на карманные компьютеры, все из которых доступны только в Японии. PS2-версия Dynasty Warriors 6, Dynasty Warriors 6: Special также была портирована на PSP, за которой вскоре последовало расширение Empires в 2010 году. Порт Dynasty Warriors 7, Shin Sangokumusou 6: Special был выпущен в 2011 году для PSP, основанный на расширении Xtreme Legends, но без включения трех новых персонажей, добавленных для расширения. В 2013 году был выпущен порт на PS Vita для Dynasty Warriors 8, который включает в себя функции расширения Xtreme Legends для этой игры. Позже, в 2015 году, расширение Empires Dynasty Warriors 8 также было выпущено на PS Vita, в частности, совместимо с PlayStation TV.

## ПК — версии
Dynasty Warriors 4: Hyper в 2005 году была отмечена как первая игра DW для ПК. Hyper был портом версии Dynasty Warriors 4 для PS2, и у него были более жесткий ИИ, больше врагов на экране и более гладкие текстуры.
В 2006 году Dynasty Warriors BB (переименованная в Dynasty Warriors Online в 2007 году) была выпущена как онлайн-игра. С 10 января 2014 года Aeria Games закрыла серверы Dynasty Warriors Online в Америке. Рядом с Dynasty Warriors 4: Hyper, Dynasty Warriors 5 Special была выпущена для ПК в 2006 году, Dynasty Warriors 6 была выпущена для ПК в 2008 году. Также Samurai Warriors 2 вышел в 2009 году. ПК-порт Dynasty Warriors 7 с Extreme Legends был выпущен 9 марта 2012 года.
Dynasty Warriors 7: Xtreme Legends — Definitive Edition, выпущено в Steam 6 декабря 2018 года.
Dynasty Warriors 8: Xtreme Legends — Complete Edition, выпущено в Steam 13 мая 2014 года.
Dynasty Warriors 8: Empires вышла в Steam 27 февраля 2015 года.
Dynasty Warriors 9 вышла в Steam 13 февраля 2018 года.

## Персонажи
Серия игр Dynasty Warriors, хотя и ссылается на фактических людей, известна тем, что изменила традиционные способы изображения некоторых исторических персонажей в романах о Троецарствии или в исторических записях. Например, Чжан Хэ кажется более женственным, в то время как Вэй Янь становится воином звериного племени, в то время как исторические отчеты изображают обоих относительно нормальными генералами без каких-либо выдающихся характеристик, подобных этим. Некоторые из них также владеют оружием, которое является анахронизмом, таким как нунчаки Линг Тонг и тонфы Сунь Цэ. Кроме того, добавился оттенок мистицизма, поскольку некоторые персонажи, такие как Чжугэ Лян, Сима И и Цзо Ци, обладают способностью использовать магию в своих атаках. Женские персонажи (за исключением Чжуронг и Ван И), которые не участвовали ни в каких сражениях в романе или в истории, изображаются как грозные женщины-воины с исключительными боевыми навыками и оружием.
В общей сложности 96 персонажей были сделаны играбельными в какой-то момент в серии (не считая спин-оффов); однако только 94 в настоящее время делают основные выступления по состоянию на Dynasty Warriors 9. Каждый из этих персонажей вооружен оружием, которое может быть обычным историческим оружием, экзотическим оружием боевых искусств или магическим оружием, которое усиливает его/ее мистические силы. Начиная с Dynasty Warriors 3 и далее, каждый персонаж может выбрать из целого ряда видов оружия со своими собственными усилениями и улучшениями способностей, а также оружие более высокого уровня, которое расширяет его/ее цепочку атак.